# Stadhuis van Turnhout
Het stadhuis van Turnhout is een gebouw aan de noordzijde van de Grote Markt van Turnhout. De bouw vond plaats tussen 1959 en 1961. De plannen dateerden al uit 1948. Volgens critici was de monumentale nieuwbouw echter ongelukkig: waardevolle panden werden gesloopt, de structuur van de achterliggende hovingen verstoord, de rustige eenvoud van de bebouwing aan de markt teniet gedaan en de toon gezet voor de aftakeling van een kwaliteitsvol stadsgezicht.
Het voormalige oude stadhuis van Turnhout, zowel lakenhal en vleeshal, was een vrijstaand gebouw aan de zuidzijde van de markt, gelegen in de as van de Herentalsstraat. Hoewel het werd beschermd in 1936 werd het in 1962 gedeclasseerd en gesloopt.
Een privilegekast uit 1650 en enkele waardevolle schilderijen van de heren en vrouwen van Turnhout zijn afkomstig van het oude stadhuis.

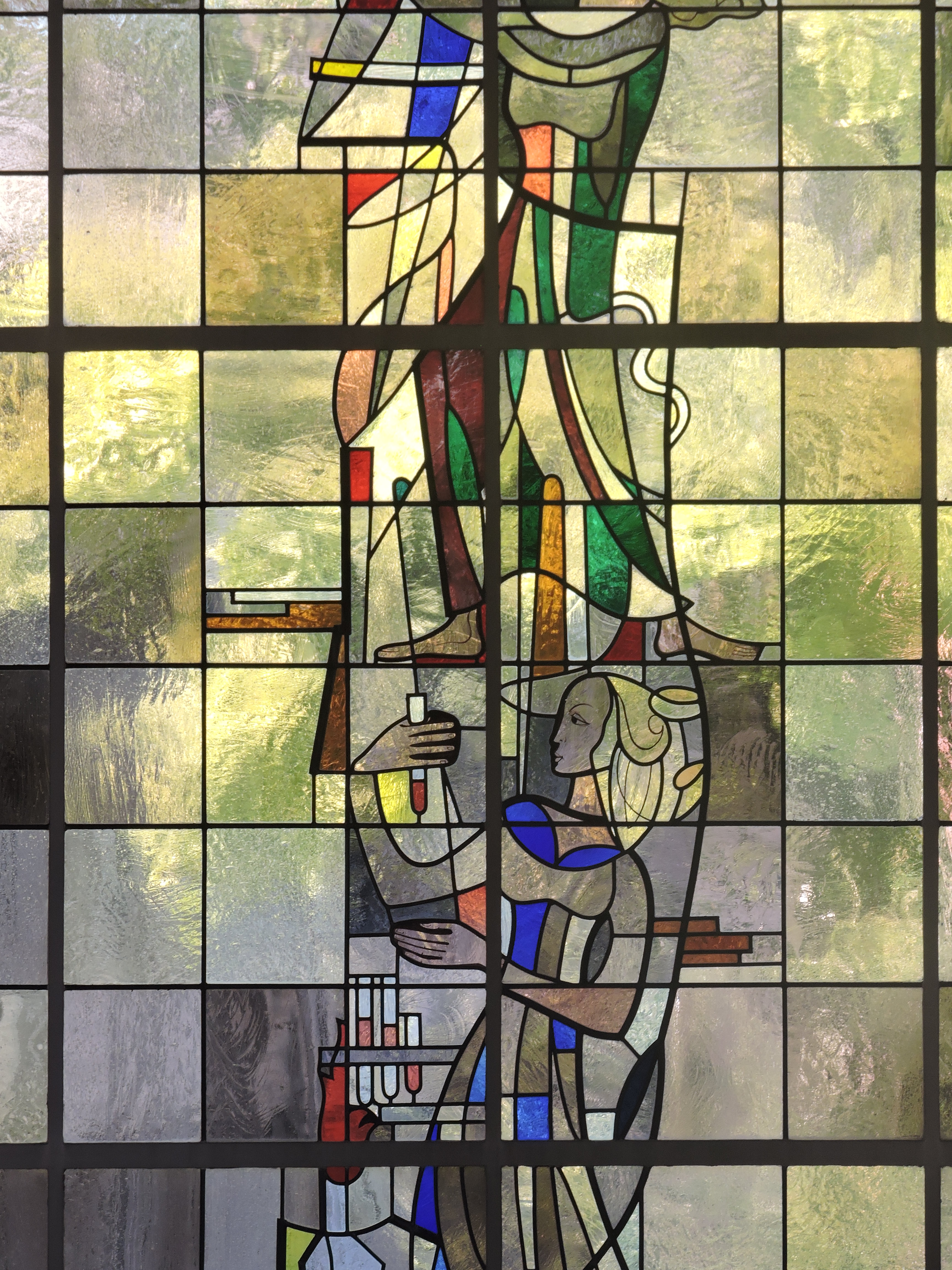
Glasraam E. Patoux en J. Colpaert. Het stelt de kunsten voor.